# Alfredo Travia
Alfredo Travia (Siracusa, Siracusa; 22 de febrero de 1924-17 de octubre de 2000) fue un futbolista italiano. Se desempeñaba en la posición de defensa.

## Clubes
| Club               | País   | Año         |
| ------------------ | ------ | ----------- |
| Taranto Sport      | Italia | 1946 - 1947 |
| Calcio Como        | Italia | 1947 - 1951 |
| Pro Patria Calcio  | Italia | 1951 - 1953 |
| Juventus F. C.     | Italia | 1953 - 1955 |
| Alessandria Calcio | Italia | 1955 - 1956 |

## Palmarés

### Campeonatos nacionales
| Título  | Club           | País   | Año     |
| ------- | -------------- | ------ | ------- |
| Serie B | Juventus F. C. | Italia | 1948-49 |